# Pietro Arcari
Sante Pietro Arcari zkráceně jen Pietro Arcari (2. prosince 1909, Casalpusterlengo, Italské království – 8. února 1988, Cremona, Itálie) byl italský fotbalový útočník a později i nakrátko trenér. Díky své rychlosti získal přezdívku Lupo (vlk).
Ve třicátých letech byl důležitým hráčem Milána i Janova. Debutoval v dresu Milán 12. října 1930. Největší klubový úspěch bylo vítězství v domácím poháru 1936/37. Na závěr kariéry se vrátil do Codogno, který i dva roky trénoval.
S italskou reprezentací vyhrál mistrovství světa roku 1934, ačkoli na závěrečném turnaji nenastoupil. Za národní tým neodehrál ani jedno utkání. Je tak jedním ze čtyř hráčů v historii reprezentace, který se stal mistrem světa, aniž by si připsal reprezentační start.
Tři jeho bratři Carlo Arcari, Angelo Arcari a Bruno Arcari byl rovněž profesionálními fotbalisty, takže všichni Arcariovi bývají v Itálii někdy označování číslovkami (Pietro je Arcari III). Nejúspěšnějším z bratrů byl Bruno, který to dotáhl do italské reprezentace.

## Hráčská statistika
| Sezóna                   | Klub                     | Liga                     | Liga   | Liga | Ligové poháry | Ligové poháry | Ligové poháry | Kontinentální poháry | Kontinentální poháry | Kontinentální poháry | Celkem | Celkem |
| Sezóna                   | Klub                     | Soutěž                   | Zápasy | Góly | Soutěž        | Zápasy        | Góly          | Soutěž               | Zápasy               | Góly                 | Zápasy | Góly   |
| ------------------------ | ------------------------ | ------------------------ | ------ | ---- | ------------- | ------------- | ------------- | -------------------- | -------------------- | -------------------- | ------ | ------ |
| 1930/31                  | Milán                    | Serie A                  | 30     | 10   | -             | 0             | 0             | -                    | 0                    | 0                    | 30     | 10     |
| 1931/32                  | Milán                    | Serie A                  | 33     | 11   | -             | 0             | 0             | -                    | 0                    | 0                    | 33     | 11     |
| 1932/33                  | Milán                    | Serie A                  | 29     | 10   | -             | 0             | 0             | -                    | 0                    | 0                    | 29     | 10     |
| 1933/34                  | Milán                    | Serie A                  | 34     | 14   | -             | 0             | 0             | -                    | 0                    | 0                    | 34     | 14     |
| 1934/35                  | Milán                    | Serie A                  | 28     | 10   | -             | 0             | 0             | -                    | 0                    | 0                    | 28     | 10     |
| 1935/36                  | Milán                    | Serie A                  | 29     | 11   | IP            | 3             | 2             | -                    | 0                    | 0                    | 32     | 13     |
| 1936/37                  | Janov                    | Serie A                  | 17     | 5    | IP            | 6             | 0             | -                    | 0                    | 0                    | 23     | 5      |
| 1937/38                  | Janov                    | Serie A                  | 30     | 9    | IP            | 2             | 0             | -                    | 0                    | 0                    | 32     | 9      |
| 1938/39                  | Janov                    | Serie A                  | 25     | 0    | IP            | 4             | 1             | -                    | 0                    | 0                    | 29     | 1      |
| Celkově za Milán a Janov | Celkově za Milán a Janov | Celkově za Milán a Janov | 255    | 80   | -             | 15            | 3             | -                    | 0                    | 0                    | 270    | 83     |

## Hráčské úspěchy

### Klubové
- 1× vítěz italského poháru (1936/37)

### Reprezentační
- 1x na MS (1934 - zlato